# Clan Minamoto

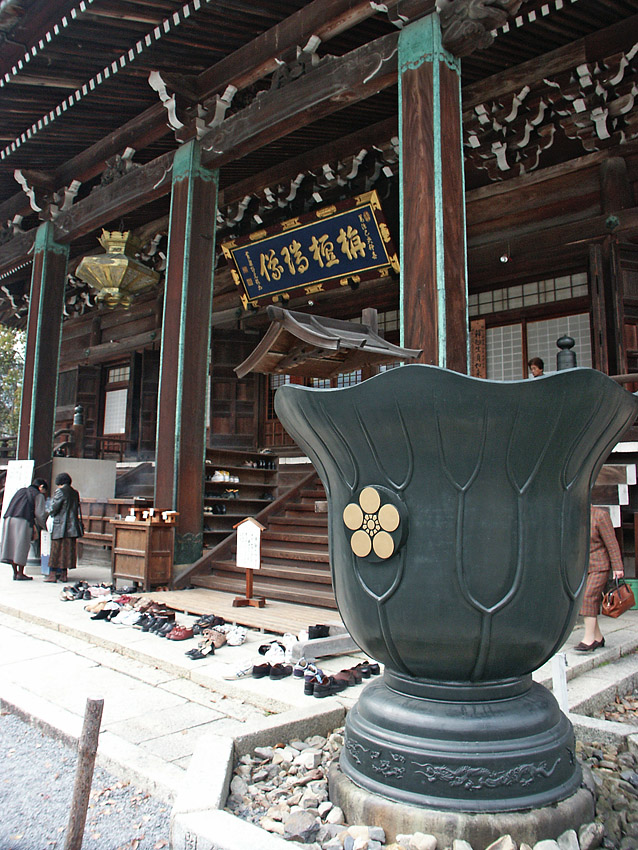
Seiryō-ji, un templo budista en Kioto, fue anteriormente una villa de Minamoto no Toru (m. 895), un prominente miembro de la línea Saga Genji.

El clan Minamoto (源?) fue uno de los cuatro grandes clanes que dominaron la política de Japón durante la era Heian, siendo los otros tres los Taira, los Fujiwara y los Tachibana. El clan Minamoto también era llamado Genji (源氏) usando la pronunciación alternativa de los caracteres chinos para Minamoto gen y para familia o clan ji.
Su origen data de cuando Minamoto era un nombre honorífico (o kabane) dado por los emperadores de Japón del período Heian (794-1185) a sus hijos y nietos después de haberlos aceptado como súbditos reales. Según la tradición, para facilitar la sucesión imperial y prevenir las rivalidades por el trono, a los príncipes no elegibles o apartados de la sucesión se les ofrecía un título y pasaban a ser súbditos del emperador. Los Minamoto, al igual que sus rivales los Taira, estaban sujetos a esta tradición.
El primer emperador en otorgar este título fue el Emperador Saga a 33 de sus 50 hijos, que no podrían heredar al trono. Así pues dejaban de formar parte de la familia imperial, creando la línea Saga Genji. A partir de entonces los siguientes emperadores siguieron la tradición de otorgar ese título a sus descendientes no herederos. Como estas líneas hereditarias provenían de diferentes emperadores se iban creando clanes específicos que tomaban el nombre del emperador y se le añadía Genji, por ejemplo Seiwa Genji para el Emperador Seiwa, o Saga Genji para el Emperador Saga. Otros emperadores que otorgarían el título Minamoto después de Saga y Seiwa fueron el Emperador Murakami, el Emperador Uda, o el Emperador Daigo entre otros.
De todas estas diversas familias Minamoto, la más prominente fue la familia Seiwa Genji, en particular descendientes de Minamoto no Tsunemoto, nieto del Emperador Seiwa, quien recibió el título de Minamoto en 961. Su hijo Minamoto no Mitsunaka formaría una alianza con los Fujiwara, y desde entonces los Fujiwara acudirían a menudo a los Minamoto para restaurar el orden dentro de la capital, Heiankyō (más tarde renombrada Kioto).
Sin embargo el poder de los Seiwa Genji entraría en declive a lo largo de la rebelión Hōgen (1156), después de la que los Taira cobraron fuerza. En el curso de la rebelión Heiji, en 1160, el jefe del clan Seiwa Genji, Minamoto no Yoshitomo, murió en batalla. Así, los Taira a través de Taira no Kiyomori tomaron el control de Kyōto aliándose con el emperador retirado Go-Shirakawa e infiltrándose en el kuge. Hijos vivientes de Yoshitomo, Yoritomo, Noriyori, Yoshitsune y otros, llevaron una vida retirada.
En 1180, el viejo Minamoto no Yorimasa y el príncipe Mochihito lanzaron una llamada a las armas contra los Taira, desencadenando las guerras Genpei. Después de la muerte de ambos al inicio de la guerra, Yorimoto, su primo Minamoto no Yoshinaka, y otros miembros de Seiwa Genji respondieron a la llamada a las armas y entró en la lucha contra la dominación de los Taira. Las guerras Genpei duraron cinco años y desembocaron en la destrucción de los Taira. En 1192, recibió el título de Shōgun e instaló el primer bakufu en Kamakura.
Así, la línea Seiwa Genji demostró ser la más fuerte dentro de la gran familia Minamoto durante el fin de la era Heian, con la formación del shogunato de Kamakura. Por otra parte fue de la línea Seiwa Genji de donde descenderían los futuros clanes Ashikaga, Nitta y Takeda.

## Miembros de clan Minamoto

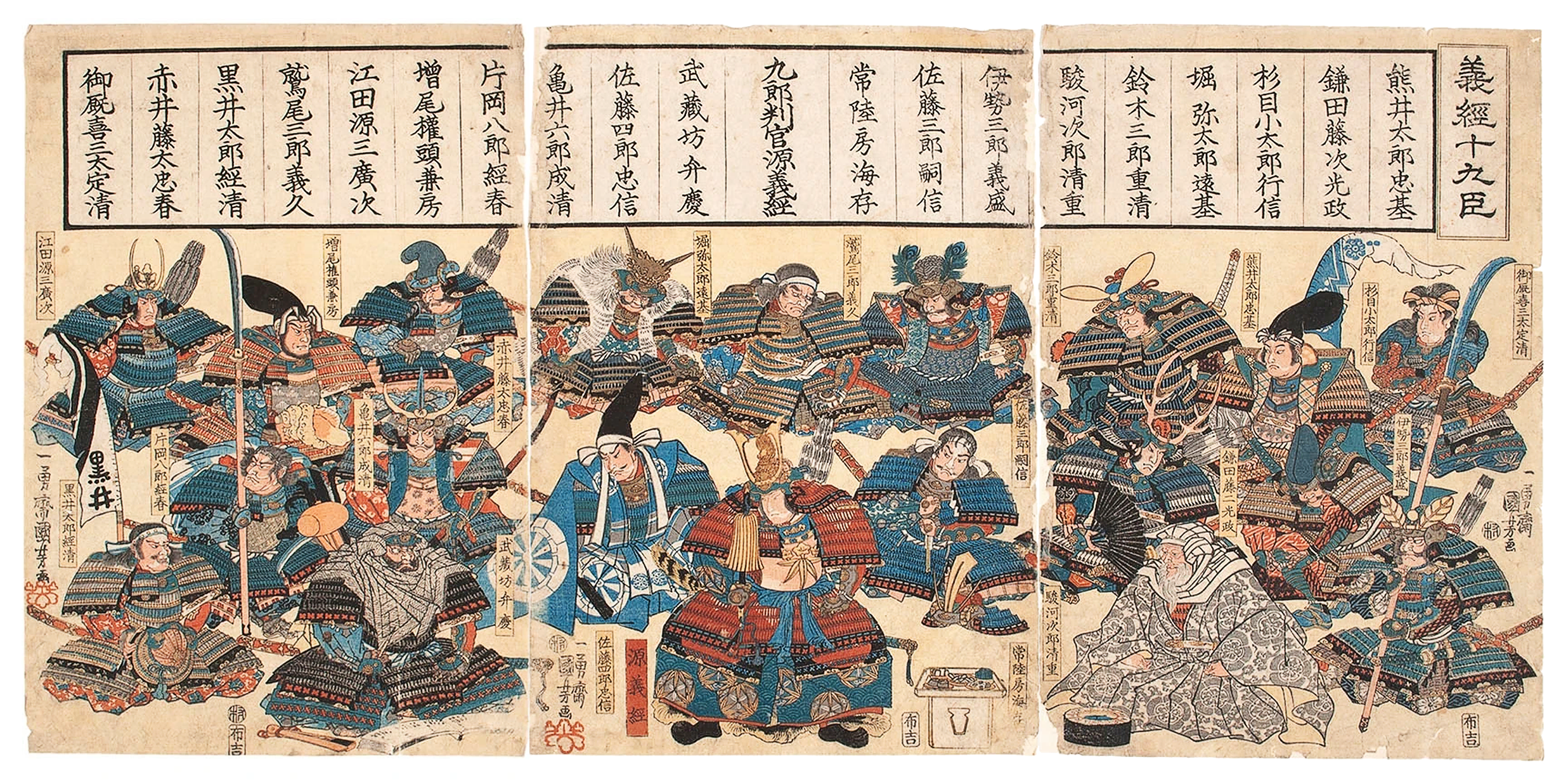
La genealogía del clan Minamoto, ukiyo-e por Utagawa Kuniyoshi